# Luigi Zampa
Luigi Zampa (Roma, 2 de enero de 1905 - Roma, 16 de agosto de 1991) fue un realizador y cineasta italiano.

## Biografía
Hijo de una familia humilde, en su juventud decidió abandonar los estudios universitarios para dedicarse al cine. Luigi Zampa estudió cinematografía entre 1932 y 1937 en el recién creado Centro Experimental de Cine de Roma.

## Trayectoria
Dirigió varias películas neorrealistas en la década de 1940, entre ellas, Vivir en paz (1947), una de las joyas del género. En 1947 dirigió también la comedia La diputada Angelina, una sátira sobre la realidad italiana. En 1949 dirigió Niños con suerte, a la que siguió la trilogía compuesta por Años difíciles (1948), Años fáciles (1953) y El arte de arreglárselas (1955), que contó con la colaboración del escritor siciliano Vitaliano Brancati y todavía en la órbita neorrealista. De este ciclo destaca Proceso a la ciudad (1952).
Hacia mitad de la década de 1950 inicia una nueva temática, con títulos como La romana y Chicas de hoy, ambas de 1955. En este ciclo destacan El juez (1959) e Il vigile (1960).
Durante la década de 1960 fue director de varios éxitos de taquilla de la comedia italiana en los que sobresalió el actor Alberto Sordi.

## Filmografía
- 1933 Risveglio di una città
- 1939 Dora Nelson
- 1941 L'attore scomparso
- 1942 C'è sempre un ma!
- 1942 Las aventuras de Fra Diavolo (Fra' Diavolo)
- 1942 Signorinette
- 1945 El vestido negro de la esposa (L'abito nero da sposa)
- 1946 Un yanki en Roma  (Un Americano en vacanza)
- 1947 Vivir en paz (Vivere en paso)
- 1947 La diputada Angelina (L'onorevole Angelina)
- 1948 Años difíciles (Anni difficili)
- 1949 Campane a martello
- 1949 Niños con suerte
- 1950 La línea blanca (Cuori senza frontiere)
- 1951 Roma-París-Roma (Signori, en carrozza!)
- 1951 Sus Últimas Doce Horas (È più simple che un cammello...)
- 1952 Proceso a la ciudad (Processo alla città)
- 1953 Nosotras, las mujeres (Siamo donne)
- 1953 Años fáciles (Anni facili)
- 1954 De vida y amor (Questa è la vita)
- 1955 La romana (La Romana)
- 1955 El arte de arreglárselas (L'arte di arrangiarsi)
- 1955 Chicas de hoy  (Ragazze d'oggi)
- 1958 Ladrón él, ladrona ella (Ladro lui, ladra lei)
- 1958 Diana, la muchacha del palio (La ragazza del palio)
- 1959 El magistrado (Il magistrato)
- 1960 El policía de tráfico (Il vigile)
- 1962 Gli anni ruggenti
- 1963 El amor llega en verano (Frenesia dell'estate)
- 1965 Una cuestión de honor (Una questione d'onore)
- 1966 El marido de Olga (Il marito di Olga, episodio de I nostri mariti)
- 1968 El médico de la mutua (Il medico della mutua)
- 1968 Cualquiera puede jugar (Le dolci signore)
- 1970 Contestación general (Contestazione generale)
- 1971 Una chica en Australia (Bello, onesto, emigrato Australia sposerebbe compaesana illibata)
- 1973 Asesinato en el quirófano (Bisturi, la mafia bianca)
- 1975 Gente respetable (Gente di rispetto)
- 1977 El monstruo (Il mostro)
- 1979 Camas calientes (Letti selvaggi)

## Premios y distinciones
Festival Internacional de Cine de Venecia
| Año  | Categoría             | Película              | Resultado |
| ---- | --------------------- | --------------------- | --------- |
| 1948 | Copa ENIC             | Años difíciles        | Ganador   |
| 1983 | Premio Pietro Bianchi | Premio Pietro Bianchi | Ganador   |